# Trescore Cremasco
Trescore Cremasco est une commune italienne de la province de Crémone, dans la région Lombardie.

## Administration
| Période                                  | Période | Identité       | Étiquette     | Qualité |
| ---------------------------------------- | ------- | -------------- | ------------- | ------- |
| 2013                                     |         | Angelo Barbati | Liste civique |         |
| Les données manquantes sont à compléter. |         |                |               |         |

### Communes limitrophes
Bagnolo Cremasco, Casaletto Vaprio, Crema, Cremosano, Palazzo Pignano, Quintano, Torlino Vimercati, Vaiano Cremasco